# Sony Alpha 99
α 900
α 850 α 99 II
Le Sony Alpha 99 (typographié α 99) est un appareil photographique numérique professionnel à miroir semi transparent équipé d'un capteur plein format de 24,3 Mp. Il est le haut de gamme de la gamme Sony Alpha.
Annoncé le 12 septembre 2012, il est le remplaçant de l'Alpha 900, premier reflex à vocation professionnel de l'entreprise ; après près de 4 ans de commercialisation. Si la définition reste inchangée, l'ajout de la vidéo, l'augmentation des sensibilités ISO, les avancées sur la mise au point, le référencement et l'écran orientable figurent parmi les principales améliorations justifiant son arrivée.

## Caractéristiques techniques

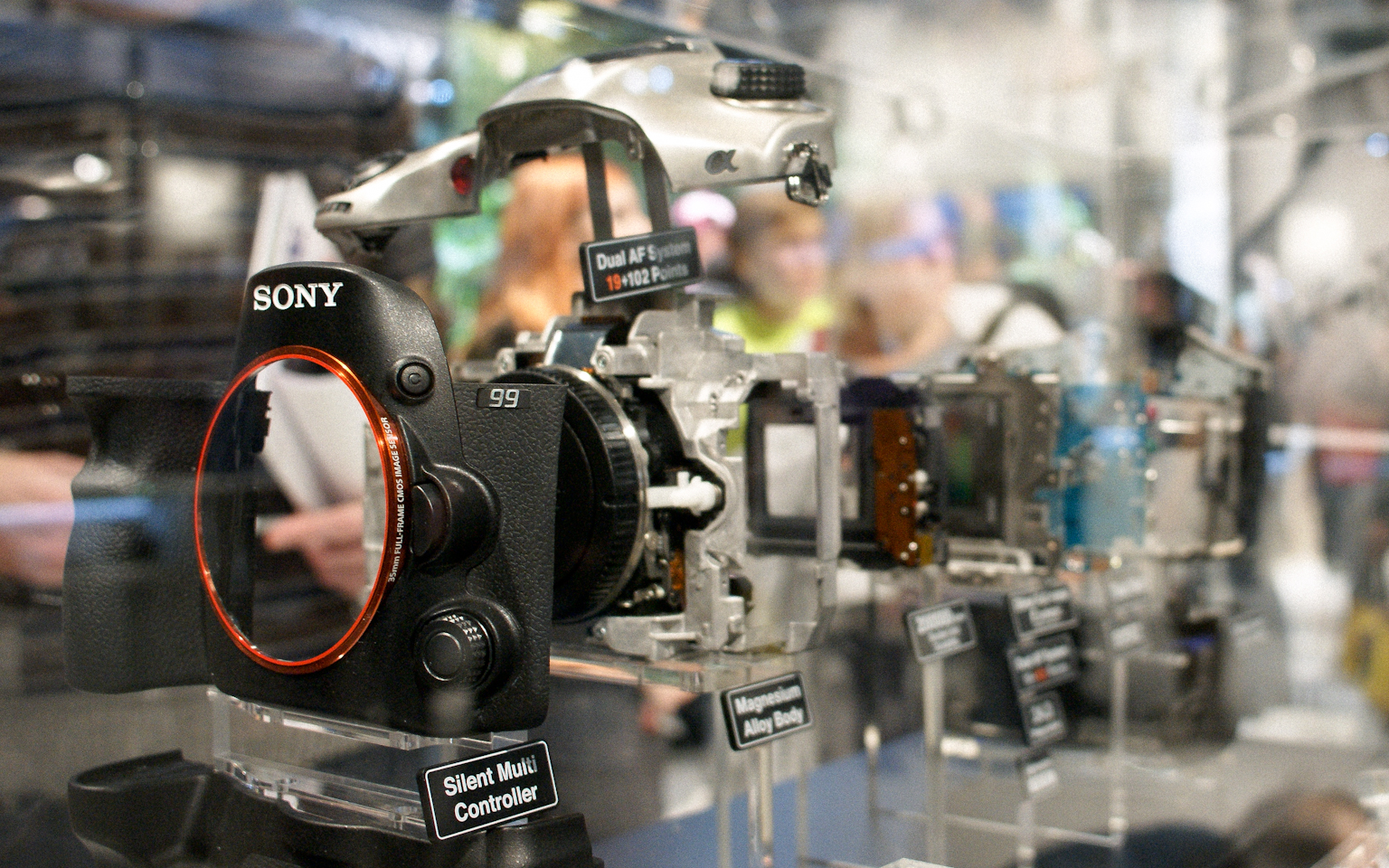
Vue explosé des composants du SLT-99.

Le Sony Alpha 99 est équipé d'un capteur CMOS de 24 Mpx au format 24x36 ayant une densité de 2,8 Mpx/cm. Il possède un viseur électronique et une stabilisation mécanique. L'écran mesure 7,5 cm de diagonale et possède une définition de 1228800 points, il est au format 4/3 et n'est pas tactile. La sensibilité va de 100 à 25 600 ISO. L'appareil filme en full HD à 50 i/s avec un son en stéréo.

## Réception et critiques
| Testeur       | Note |
| ------------- | ---- |
| LesNumeriques | NC   |
| DPRewiew      | 84%  |

Très attendu, l'alpha 99 devait à la fois remplir les attentes des utilisateurs les plus exigeants mais aussi remplacer l'Alpha 900, accusant 14 trimestres de commercialisation.
Le 17 décembre 2012 l'alpha 99 obtient le Gold Award de DPReview et une note de 84%.
Eléments salués :
- Performance vidéo[4] ;
- Réactivité et performance du système SLT.

Reproches :
- Absence de sortie USB 3 ;
- Utilisation du Memory Stick sur un des deux ports (propriétaire, utilisation très marginale) mais dont les deux restent compatibles SD ;
- Absence de Wi-Fi.

Aspects controversés (par certains utilisateurs) :
- Une définition inférieure à la concurrence (36 mégapixels ou plus) ;
- Politique d'abandon du pentaprisme au profit de la technologie du miroir semi-transparent ;
- Peu d'avancées photographiques en comparaison des progrès réalisés en termes de vidéo.

## Dérivé
En février 2014, Hasselblad annonce le HV, dérivé de l'Alpha 99.

## Alpha 99 II
L'Alpha 99 II est une évolution de l'A99 présentée le 19 septembre 2016.